# Eparquia uniata de Lutsk e Ostrog
Eparquia de Lutsk–Ostrog, também Lutsk e Ostrog dos Rutenos, foi uma eparquia na Igreja uniata rutena (1594-1636, 1702-1795 e 1789-1839). Foi parte da Metrópole de Kiev, Galícia e Toda a Rutênia, sufragânea da arquieparquia de Polatsk. Estava situada na Comunidade Polaco-Lituana. Abrangeu os oblasts de Volínia e Rivne. De 1921 a 1973, a eparquia foi uma sé titular da Igreja Católica Oriental.
Na Igreja Católica Grega Ucraniana — a sucessora da Igreja uniata rutena, o atual exarcado de Lutsk pode ser considerado o sucessor da eparquia. Como exarcado, ele tem apenas uma classificação pré-diocesana. Foi erigido em 2008 em território dividido da Arquieparquia Metropolitana Maior de Kiev–Galicia.

## História
A eparquia uniata de Lutsk e Ostrog foi formada em 23 de dezembro de 1596 pela bula Magnus Dominus do Papa Clemente VIII. Ainda antes do Sínodo de Brest, em 2 de maio de 1594, o bispo CiriloTerletski proclamou em Lutsk que aceitava a unia com a Igreja Romana. Na realidade, iniciou-se no território da eparquia um conflito entre partidários da unia e opositores, pelo que, paralelamente aos bispos uniatas de Lutsk, existia uma eparquia ortodoxa, a princípio ilegal, e em 1632-1633 legalizada por o Sejm e o novo rei Vladislav IV.

### Cronologia
- A sé se juntou à União de Berestia em 2 de fevereiro de 1594.[1][2][3] Não teve um precursor latino.
- Foi suprimida em 1636 pelo Rei da Polônia Vladislau IV Vasa e a eparquia foi devolvida à comunidade ortodoxa.[2] Como resultado, as paróquias uniatas restantes e vários mosteiros foram administrados pelo arquimandrita do Mosteiro de São Nicolau de Zhidichin.[1]
- Foi restaurado em 1702.[1][2]
- Foi novamente suprimido em 1795, sem um sucessor católico direto.[2]
- Foi novamente restaurado em 18 de novembro de 1798.[2]
- Foi suprimido pela última vez em 14 de março de 1839, sem um sucessor católico direto.[1][2]